# Carl Schönemann
Carl Schönemann (* 19. April 1854 in Cassel; † 9. März 1920 in Saarbrücken) war ein deutscher Augenarzt und Kommunalpolitiker in Saarbrücken.

## Leben
Nach dem Abitur 1872 in Kassel studierte Schönemann an der Philipps-Universität Marburg Medizin. Mit Studienbeginn wurde er im Corps Hasso-Nassovia aktiv. Am 15. Januar 1873 recipiert, klammerte er zweimal die Erste Charge. Im Herbst 1874 inaktiviert, wurde er im Sommersemester 1876 wieder aktiv. Er leitete den Kösener Congress desselben Jahres. Nach dem Staatsexamen (1876) wurde er dort Assistenzarzt in der Medizinischen Klinik und in der Augenklinik. Mit einer ophthalmologischen Doktorarbeit wurde er 1880 zum Dr. med. promoviert. 1881 wurde er Erster Assistenzarzt an der Universitätsaugenklinik der Charité. Nach dem Abschluss der Ausbildung erwarb er 1884 eine private Augenheilanstalt in St. Johann (Saarbrücken). 1894 wurde er Mitglied, 1897 Vorstandsmitglied der Ärztekammer der Rheinprovinz. 1900 zum Sanitätsrat ernannt, wurde er 1903 in den Ärztlichen Ehrengerichtshof der Rheinprovinz und in das  Provinzial-Medizinalkollegium gewählt. Er war Vorsitzender des Ärztevereins des Regierungsbezirkes Trier. 1905 wurde er Vorsitzender, 1908 Ehrenvorsitzender des Alte-Herren-Senioren-Convents Saarbrücken. 1911 wurde er zum Geh. Sanitätsrat ernannt. Er war Stadtverordneter und Beigeordneter der Stadt Saarbrücken und Mitglied des Kreistages. Im ganzen Ersten Weltkrieg war er Oberstabsarzt der Landwehr in Saarbrücken. Aus der ersten Ehe mit Agnes Bülow (1884) hatte er vier Töchter und zwei Söhne. In zweiter Ehe war er mit Hedwig Becker verheiratet. Ein Sohn ist Fritz Schoenemann.